# Milkom
Milkom (von milk, König) war gemäß biblischer Darstellung Stammes- und Hauptgott der Ammoniter, „eine Art Kriegs- und Wettergott“. Ihm sollen Menschenopfer dargebracht worden sein. Er könnte mit Moloch identisch sein.

## Biblische Darstellung
Salomon errichtete am Jerusalemer Ölberg Milkom ein Heiligtum (1 Kön 11,5 , 7,33 ). Joschija, der König des Südreichs Juda, beseitigte diesen Kult (2 Kön 23,13 ). Vom Propheten Jeremia wird er als „Besitzer von Land und Volk Ammon“ bezeichnet (Jer 49,1 ).